# Янко Георгиев (футболист)
Янко Иванов Георгиев (роден на 22 октомври 1988 г. в Бургас) е български футболист, вратар.

## Спортна биография
Янко Георгиев е футболист, продукт на бургаската футболна школа. Започва своят футболен път в Черноморец (Бургас), но реминава в редиците на школата на Нефтохимик (Бургас). През 2010 г. Георгиев играе финал за Купата на България с тима на Черноморец (Поморие), като на стадиона в Ловеч, тимът му губи в продължението на двубоя от Берое (Стара Загора) с 0:1. Георгиев е капитан на почти всички клубове, на които е носил емблемата. Има редица индивидуални награди в своята кариера.

## Статистика по сезони[1]
| Сезон    | Отбор               | Първенство       | Мачове | Голове |
| -------- | ------------------- | ---------------- | ------ | ------ |
| 2006/07  | Черноморец (Бс)     | Б футболна група | 10     | 0      |
| 2007/08  | Черноморец (Бс)     | А футболна група | 9      | 0      |
| 2008/09  | Нафтекс (Бс)        | Б футболна група | 23     | 0      |
| 2009/10  | Черноморец (Пм)     | Б футболна група | 24     | 0      |
| 2010/11  | Черноморец (Пм)     | Б футболна група | 13     | 0      |
| 2011/12  | Черноморец (Бс)     | А футболна група | 0      | 0      |
| 2012/13  | Черноморец (Бс)     | А футболна група | 1      | 0      |
| 2013/ес. | Черноморец (Бс)     | А футболна група | 5      | 0      |
| 2014/пр. | Мастер (Бс)         | В футболна група | ?      | ?      |
| 2014/ес. | Мастер (Бс)         | Б футболна група | 14     | 0      |
| 2015/пр. | Черноморец (Бс)     | Б футболна група | 11     | 0      |
| 2015/16  | Поморие             | Б футболна група | 26     | 0      |
| 2016/17  | Нефтохимик (Бургас) | Първа лига       | 27     | 0      |
| 2017/18  | Септември (Сф)      | Първа лига       | 12     | 0      |